# Haftungsbeschränkung
Eine Haftungsbeschränkung ist die vertraglich vereinbarte oder gesetzlich festgelegte Reduzierung der Haftungsgründe oder des Haftungsumfanges einer Vertragspartei oder eines Schädigers. Die Verringerung erfolgt dabei gegenüber der Haftungsverteilung, die das Gesetz für die Durchführung des jeweiligen Vertrages vorsähe, wenn keine abweichenden Dispositionen getroffen wurden.
Häufig werden Haftungsbeschränkungen werden in Allgemeinen Geschäftsbedingungen vorgenommen, die Bestandteil eines Vertrages werden. Die Möglichkeiten sind hier jedoch gesetzlich eingeschränkt. Wird die Haftung dort irrtümlich zu sehr beschränkt oder gar ausgeschlossen, treten bei Nichtkaufleuten die meist kundenfreundlichen Bestimmungen des Bürgerlichen Gesetzbuchs (BGB) an ihre Stelle.

## Grundzüge
Grundsätzlich können Haftungsbeschränkungen und Haftungsausschlussklauseln einzelvertraglich vereinbart werden. Dabei sind die gesetzlichen Bestimmungen zu beachten. In Deutschland ist die Haftung für Verleiher im Bürgerlichen Gesetzbuch gemäß § 599 auf Vorsatz und grobe Fahrlässigkeit beschränkt. Auch für Fundsachen und Geschenke haftet der jeweilige Finder oder Schenker gemäß § 968 und § 521 BGB nur bei Vorsatz und grober Fahrlässigkeit.
Die Haftung von Kindern für von ihnen verursachte Schäden ist nach § 828, § 829 BGB ausgeschlossen oder beschränkt.
Grundsätzlich muss der Besteller eines Verrichtungsgehilfen gemäß § 831 BGB für diesen haften, es sei denn er kann nach Absatz 1 Satz 2 der Norm den Nachweis führen, den Verrichtungsgehilfen richtig ausgewählt und angeleitet zu haben.
Bei einer Gesellschaft mit beschränkter Haftung (GmbH) gilt die Haftungsbeschränkung für das Stammkapital, dies allerdings nur, wenn der oder die Geschäftsführer mit der Sorgfalt eines ordentlichen Kaufmanns handeln. Bei Verstößen sind Geschäftsführer eventuell zivilrechtlich zu Schadensersatz gegenüber den Gläubigern verpflichtet. (siehe auch: GmbH-Geschäftsführer-Haftung)
In einer Kommanditgesellschaft (KG) kann die Haftung eines Teils der Gesellschafter, der Kommanditisten, beschränkt werden. Die anderen Gesellschafter (Komplementäre) haften unbeschränkt mit ihrem gesamten Vermögen, auch dem Privatvermögen. Juristische Personen wie GmbHs sind eigenständig und können ohne Weiteres auch Gesellschafter von anderen GmbHs, offenen Handelsgesellschaften (OHG) und KGs sein. Obwohl bei den Letztgenannten mindestens ein Teil der Gesellschafter persönlich mit seinem gesamten Vermögen haftet, beschränkt sich dies bei der GmbH als Gesellschafter auf die GmbH selbst. Die Gesellschafter der Gesellschafter-GmbH haften also nicht. Hier können sich Konstruktionen wie die GmbH & Co KG oder die Ges. mbH OHG etc. ergeben. Die Firma muss dann jedoch bereits eindeutig auf mögliche Haftungsbeschränkungen der Gesellschafter hinweisen.
Bei der Errichtung von Industrieanlagen bestehen unkalkulierbare Haftungsrisiken. Deshalb finden sich in Anlagenbauverträgen regelmäßig weitgehende Haftungsausschlüsse.
Im Internet werden häufig sogenannte Disclaimer mit dem Ziel eines Haftungsausschlusses oder einer Haftungsbeschränkung verwendet.
Über deren fehlende Wirksamkeit siehe dort.